# Старошайговське сільське поселення
Староша́йговське сільське поселення (рос. Старошайговское сельское поселение) — муніципальне утворення у складі Старошайговського району Мордовії, Росія. Адміністративний центр — село Старе Шайгово.

## Історія
Станом на 2002 рік існували Красноселищна сільська рада (присілок Мигачевка, селища Красна Уржа, Красний, Федоровка), Літкинська сільська рада (село Літки, селища Клад, Кувай), Саргинська сільська рада (село Сарга) та Старошайговська сільська рада (село Старе Шайгово, селища Красна Поляна, Ягодна Поляна).
3 травня 2007 року було ліквідоване Красноселищне сільське поселення (селища Красна Уржа, Красний, Федоровка) та Саргинське сільське поселення (село Сарга), їхні території увійшли до складу Старошайговського сільського поселення.
13 вересня 2007 року було ліквідовано селище Федоровка.
24 квітня 2019 року було ліквідовано Літкинське сільське поселення (село Літки, селища Клад, Кувай), його територія увійшла до складу Старошайговського сільського поселення.

## Населення
Населення — 4700 осіб (2019, 5655 у 2010, 5895 у 2002).

## Склад
До складу поселення входять такі населені пункти:
| Населений пункт       | Населення, осіб (2002) | Населення, осіб (2010) |
| --------------------- | ---------------------- | ---------------------- |
| Клад, селище          | 10                     | 7                      |
| Красна Поляна, селище | 46                     | 26                     |
| Красна Уржа, селище   | 5                      | 0                      |
| Красний, селище       | 75                     | 20                     |
| Кувай, селище         | 15                     | 9                      |
| Літки, село           | 401                    | 360                    |
| Мигачевка, селище     | 0                      | -                      |
| Сарга, село           | 108                    | 38                     |
| Старе Шайгово, село   | 5205                   | 5185                   |
| Федоровка, селище     | 6                      | -                      |
| Ягодна Поляна, селище | 24                     | 10                     |